# Teleas
Teleas is een geslacht van vliesvleugelige insecten van de familie Scelionidae.

## Soorten
- T. brasilas Walker, 1836
- T. clavicornis (Latreille, 1805)
- T. coriaceus Kieffer, 1908
- T. kaszabi Szabó, 1973
- T. laevipetiolatus Szabó, 1956
- T. lamellatus Szabó, 1956
- T. ovatus Kononova & Kozlov, 2001
- T. ponticus Fabritius, 1970
- T. pulex Walker, 1836
- T. quinquespinosus Szabó, 1956
- T. reticulatus Kieffer, 1908
- T. rugosus Kieffer, 1908
- T. scutellaris Kieffer, 1908
- T. semistriatus Ratzeburg, 1852
- T. sibiricus Kieffer, 1908
- T. striatus Kieffer, 1906
- T. strigatus Kozlov, 1965
- T. szaboi Fabritius, 1964
- T. tenuitarsis Kieffer, 1908
- T. transversosuturalis Szabó, 1973
- T. tridentatus Kozlov, 1961
- T. trispinosus Kieffer, 1908